# خوسيه مانويل بلماسيدا
خوسيه مانويل بلماسيدا (بالإسبانية: José Manuel Balmaceda) (و. 1840 – 1891 م) هو سياسي، دبلوماسي، محام من تشيلي .
تولى منصب قائمة رؤساء تشيلي (1886-09-18–1891-08-29) .

## روابط خارجية
- خوسيه مانويل بلماسيدا على موقع الموسوعة البريطانية (الإنجليزية)